# Stenoptilia petraea
Stenoptilia petraea là một loài bướm đêm thuộc họ Pterophoridae. Nó được tìm thấy ở Ấn Độ và Sri Lanka.
Sải cánh dài 19–20 mm.